# 现任辽宁省地级行政区人民代表大会常务委员会主任列表

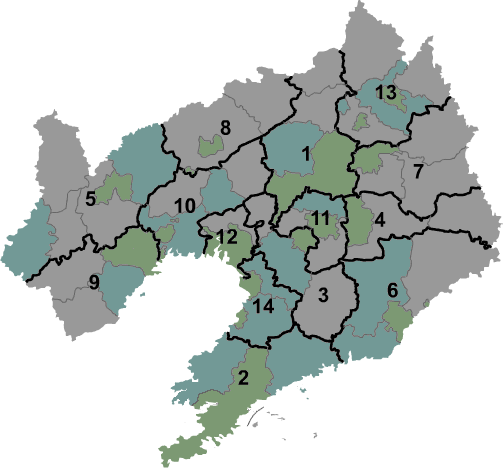
以辽宁省地級行政區來劃分，
具體請見：「辽宁省」條目，
「行政區劃」章節

本列表列出中华人民共和国辽宁省14个地级行政区人民代表大会常务委员会的现任主任。根据《中华人民共和国地方各级人民代表大会和地方各级人民政府组织法》规定，省、自治区、直辖市、自治州、县、自治县、市、市辖区的人民代表大会设立常务委员会，作为本级人民代表大会的常设机关，对本级人民代表大会负责并报告工作。此外，为了理顺党与人大的关系，除了兼任中共中央政治局委员的省、直辖市的党委书记和民族自治地方的自治区的党委书记不兼任外，其余的人大常委会主任大都由同级党委书记兼任，日常工作由人大常委会第一副主任负责。但近年来也出现党委书记与人大常委会主任分设的情况。
现任地级行政区人大常委会主任中，有1位是少数民族为满族，即本溪市人民代表大会常务委员会主任李景玉；任职时间最长的是抚顺市人民代表大会常务委员会主任赵乐韬，自2018年1月10日起任职，迄今7年2个月；任职时间最短的有葫芦岛市人民代表大会常务委员会主任马文志，自2024年1月20日起任职，迄今1年1个月。

## 副省级市人大常委会主任
| 副省级市人大常委会           | 人大常委会主任 | 上任日期 （任职时间）      | 出生年月           | 是否由 市委书记兼任 | 信息源 |
| ---------------------------- | -------------- | -------------------------- | ------------------ | ------------------- | ------ |
| 沈阳市人民代表大会常务委员会 | 范继英         | 2023年1月10日 （2年2个月） | 1963年6月 （61歲） |                     | [ 2 ]  |
| 大连市人民代表大会常务委员会 | 王启尧         | 2022年1月10日 （3年2个月） | 1963年3月 （62歲） |                     | [ 3 ]  |

## 地级市人大常委会主任
| 地级市人大常委会               | 人大常委会主任  | 上任日期 （任职时间）      | 出生年月            | 是否由 市委书记兼任 | 信息源 |
| ------------------------------ | --------------- | -------------------------- | ------------------- | ------------------- | ------ |
| 鞍山市人民代表大会常务委员会   | 王军            | 2020年1月7日 （5年2个月）  | 1963年5月 （61歲）  |                     | [ 4 ]  |
| 抚顺市人民代表大会常务委员会   | 赵乐韬          | 2018年1月10日 （7年2个月） | 1963年12月 （61歲） |                     | [ 5 ]  |
| 本溪市人民代表大会常务委员会   | 李景玉 （满族） | 2018年1月12日 （7年2个月） | 1963年12月 （61歲） |                     | [ 6 ]  |
| 丹东市人民代表大会常务委员会   | 于兵            | 2021年1月13日 （4年2个月） | 1964年9月 （60歲）  |                     | [ 7 ]  |
| 锦州市人民代表大会常务委员会   | 杨卫新          | 2022年1月8日 （3年2个月）  | 1968年5月 （56歲）  |                     | [ 8 ]  |
| 营口市人民代表大会常务委员会   | 王百胜          | 2022年1月8日 （3年2个月）  | 1964年2月 （61歲）  |                     | [ 9 ]  |
| 阜新市人民代表大会常务委员会   | 付志宏          | 2021年1月15日 （4年1个月） | 1964年2月 （61歲）  |                     | [ 10 ] |
| 辽阳市人民代表大会常务委员会   | 马涛            | 2022年1月9日 （3年2个月）  | 1965年9月 （59歲）  |                     | [ 11 ] |
| 盘锦市人民代表大会常务委员会   | 张淼            | 2023年1月6日 （2年2个月）  | 1968年6月 （56歲）  |                     | [ 12 ] |
| 铁岭市人民代表大会常务委员会   | 金东海          | 2024年1月6日 （1年2个月）  | 1967年6月 （57歲）  |                     | [ 13 ] |
| 朝阳市人民代表大会常务委员会   | 谢卫东          | 2024年1月22日 （1年1个月） | 1964年5月 （60歲）  |                     | [ 14 ] |
| 葫芦岛市人民代表大会常务委员会 | 马文志          | 2024年1月20日 （1年1个月） | 1964年5月 （60歲）  |                     | [ 15 ] |